# Монте Петрано (Пезаро и Урбино)
Монте Петрано је насеље у Италији у округу Пезаро и Урбино, региону Марке.
Према процени из 2011. у насељу је живело 1 становника. Насеље се налази на надморској висини од 1087 м.